# Кадир Кадир
Кадир Джелил Кадир е български политик от ДПС.

## Биография
Роден е на 5 октомври 1940 г. в град Завет. През 1965 г. завършва право в Софийския университет. В периода 1966 – 1986 г. работи като главен юрисконсулт в ЗСК „Генерал Ганецки“ в Плевен. От 1986 до 1990 г. е на същата позиция в машиностроителен завод „Н. Й. Вапцаров“ в Плевен.
Депутат от ДПС в VII велико народно събрание и XXXVI народно събрание. Заместник-председател е на XXXVI ОНС. В периода 1994 – 2002 е член на Сметната палата. През 2001 г. става съветник на тогавашния президент Георги Първанов.
С решение на Комисия по досиетата от 04.09.2007 г. е разкрит като сътрудник на Държавна сигурност в периода 1957 – 1965 г., в качеството си на агент известен под псевдонима „Първанов“, сътрудничил на Второ главно управление и Трето управление – военно контраразузнаване.
Починал на 16 март 2009 г.